# 도카이다이가쿠마에역
도카이다이가쿠마에역(일본어: 東海大学前駅→도카이대학앞역)은 일본 가나가와현 하다노시에 위치한 오다큐 전철 오다와라선의 역이다. 역 번호는 OH 38이다.

## 역사
- 1927년 4월 1일: 오네역으로 영업 개시.
- 1945년 6월: 기존 신주쿠 ~ 이나다노보리토역 구간만을 운행하던 각역정차가 전 노선에서 운행하게 되어 각역정차의 정차역이 됨과 동시에 "직통"은 폐지됨.
- 1946년 10월 1일: 준급이 설정되어 정차역이 됨.
- 1960년 3월 25일: 통근준급이 설정되어 정차역이 됨.
- 1972년 12월 18일: 급행 정차역이 됨.
- 1987년 3월 9일: 도카이다이가쿠마에역으로 역명 변경과 동시에 교상 역사화됨.
- 2004년 12월 11일: 쾌속급행, 구간준급이 설정되어 정차역이 됨.
- 2008년
  - 4월 4일: 역앞 광장 내 오거리와 보행자 데크 공용 개시.
  - 7월 19일 ~ 7월 20일: 역앞 광장 로터리 보행자 데크 완성 기념으로 새로 생긴 역 광장에서 "여름 축제 in 오네"가 개최됨.
  - 9월 22일: 역전 광장 내 로타리에 도카이다이가쿠마에역 남쪽 출입구 버스 정류장이 신설되고 가나가와 중앙 교통의 출입 개시.
- 2012년 3월 17일: 혼아쓰기 이서 구간에서 구간준급 설정이 없어지고 정차역 해제.

## 역 구조
상대식 승강장 2면 2선의 지상역에서 교상 역사를 갖는다. 개찰 층에서 승강장 층을 연결하는 엘리베이터가 설치되어 있다.
화장실은 과거 하행 승강장에 있었지만 2007년 3월, 2층 개찰 구내로 이전되었다. 이전에는 다목적 화장실이 있었지만 이전 후에는 오스토 메이트, 영유아 대응 설비가 추가되었다.
2014년도의 설비 투자 계획에서 행선지 안내기가 신설되고 또한, 플랫폼 상가의 증설 공사를 실시할 예정이다.

### 타는 곳
| 번호 | 노선       | 방향 | 방면                             |
| ---- | ---------- | ---- | -------------------------------- |
| 1    | 오다와라선 | 하행 | 오다와라·하코네유모토 방면       |
| 2    | 오다와라선 | 상행 | 사가미오노·신주쿠· 지요다선 방면 |

## 역 주변
- 하다노시립 오네 초등학교
- 하다노시립 히로하타 초등학교
- 하다노시립 오네 중학교
- 가나가와현립 하다노 고등학교
- 도카이 대학 쇼난 캠퍼스 - 당역에서 남쪽으로 내려간 언덕 위에 있다. 맑은 날에는 후지산도 보인다. 캠퍼스 소재지는 히라쓰카시이지만, 교양학부는 하다노시에 소재한다. 당역에서부터 쇼난 캠퍼스까지는 도보 20분 정도 걸린다.
- 도카이 대학 의료 기술 단기 대학
- 하다노 기타야나 우체국
- 하다노 도카이다이마에 우체국
- 요코하마 은행 도카이다이가쿠마에 지점
- 하다노 경찰서 도카이다이가쿠마에 파출소
- 하다노시립 오네 공민관

## 인접역
| 오다큐 오다와라선              | 오다큐 오다와라선            | 오다큐 오다와라선          |
| ------------------------------ | ---------------------------- | -------------------------- |
| OH 37 쓰루마키온센 신주쿠 방면 | ■ 쾌속급행 ■ 급행 ■ 각역정차 | 하다노 OH 39 오다와라 방면 |